# 列支敦士登祖国报
《列支敦士登祖国报》（德語：Liechtensteiner Vaterland，發音：[ˌlɪçtn̩ʃtaɪnɐ ˈfaːtɐˌlant]）是列支敦士登最大的日報，由華杜茲媒體屋股份有限公司（Vaduzer Medienhaus AG）發行，也是愛國聯盟的官方報紙。

## 歷史
1936年1月，基督教社會人民黨同列支敦士登國土服務團合併，組成愛國聯盟。因此，兩黨各自的報紙，《列支敦士登新聞報》同《本土經濟、文化及民族之聲》（Stimme für heimische Wirtschaft, Kultur und Volkstum）合併成立《列支敦士登祖國報》，首任總編輯由卡爾·馮·福格爾桑擔任。
1937年1月，福格爾桑公開抨擊居住在列支敦士登的猶太人，並向納粹德國官員寄送多封信件詳述這一族群在列支敦士登的相關情況，引發一場飽受爭議的間諜事件。最終列支敦士登首相約瑟夫·霍普下令搜查該報報社，查扣所有此類信件，福格爾桑隨即離境。此後，編輯工作由阿洛伊斯·福格特接手，直至1938年。
第二次世界大戰期間，該報由奧托·舍德勒同前首相古斯塔夫·舍德勒主編。古斯塔夫·舍德勒曾於戰時為納粹德國當局撰寫一系列關於瑞士的文章，表面上是為德國報界服務，實則被情報機構（例如「海外德國文化聯繫協會」）利用。結果，1946年他因非法提供情報被判監禁六個月，但因健康原因並未服刑。
同其前身一樣，該報最初每週發行兩次，直至1963年增至每週三次，1976年再升至四次，自1985年起改為每日發行。至2003年，發行商一直是列支敦士登祖國新聞協會（Presseverein Liechtensteiner Vaterland），此後則由華杜茲媒體屋股份有限公司（Vaduzer Medienhaus AG）負責。自1990年代起，該報亦拓展業務，涉足廣播，推出東瑞士廣播電台RadIo Ri。此外，它還自1999年起經營子報《利沃星期日報》，2001年開設另一子報《區域經濟》（Wirtschaft Regional）。
2023年3月，隨著《列支敦士登人民報》停刊，《列支敦士登祖國報》成為該國唯一仍每日印刷發行的報紙。《人民報》的訂戶亦自動轉為《祖國報》的訂戶。因此，《祖國報》宣布有意轉向政治中立立場，但其發行商華杜茲媒體屋股份有限公司仍與愛國聯盟保持緊密關係。

## 歷任總編輯
| 人名                          | 任期      | 參考資料 |
| ----------------------------- | --------- | -------- |
| 卡爾·馮·福格爾桑              | 1936–1937 | [ 4 ]    |
| 阿洛伊斯·福格特               | 1937–1938 | [ 4 ]    |
| 鲁珀特·瓜達雷爾               | 1938      | [ 4 ]    |
| 約瑟夫·比歇爾                 | 1938–1939 | [ 4 ]    |
| 鲁珀特·夸德勒（Rupert Quaderer）             | 1939–1940 | [ 4 ]    |
| L·澤格（L. Seeger）                    | 1940–1941 | [ 4 ]    |
| 約瑟夫·比歇爾                 | 1941–1943 | [ 4 ]    |
| 古斯塔夫·舍德勒 & 奧托·舍德勒 | 1943–1944 | [ 4 ]    |
| 格羅爾德·舍德勒（Gerold Schädler）           | 1945–1947 | [ 4 ]    |
| 埃里希·澤格（Erich Seeger）               | 1948–1952 | [ 4 ]    |
| 伊沃·貝克                     | 1952–1958 | [ 4 ]    |
| 瓦爾特·厄里（Walter Oehry）               | 1958–1961 | [ 4 ]    |
| 胡貝特·馬克瑟（Hubert Marxer）             | 1962–1969 | [ 4 ]    |
| 胡貝特·霍赫（Hubert Hoch）               | 1970–1995 | [ 4 ]    |
| 金特·弗里茨（Günther Fritz）               | 1995–2015 | [ 4 ]    |
| 帕特里克·舍德勒（Patrik Schädler）           | 2015至今  | [ 4 ]    |

## 外部連結
- 官方网站
- 列支敦士登國家圖書館線上檔案 （页面存档备份，存于）（可搜尋至2005年，70年以内的期刊不提供線上版本）